# Club Atlético Costa Brava
O Club Atlético Costa Brava, também conhecido simplesmente como Costa Brava, é um clube esportivo argentino de General Pico, cidade e capital do departamento de Maracó, na província de La Pampa.
Fundado em 21 de agosto de 1932, o clube ostenta as cores vermelho e o branco. As cores escolhidas deram origem a seu apelido mais famoso: Albirrojo ("Alvirrubro").
Entre as muitas atividades esportivas praticadas no clube, a principal é o futebol, onde atualmente sua equipe masculina participa do Torneo Federal A, a terceira divisão do futebol argentino para as equipes indiretamente afiliadas à Associação do Futebol Argentino (AFA), sendo representante da Liga Pampeana de Futebol ante o Conselho Federal do Futebol Argentino (CFFA).
Seu estádio de futebol é o Nuevo Pacaembú, também localizado em General Pico, que conta com capacidade entre 5.000 e 6.500 pessoas.
Entre seus feitos, o time Albirrojo detêm 15 títulos oficais da 1ª divisão da Liga Pampeana de Fútbol, o mesmo número de estrelas do Alvear Football Club de Intendente Alvear.

## História
Em 21 de agosto de 1932, um grupo de vizinhos se reuniu no bairro Este, em General Pico, e fundou o Club Atlético Costa Brava. A primeira diretoria da entidade alvirrubra foi composta por: Bautista Matos, presidente; Plácido Luis, vice-presidente; Diodoro Guajardo, secretário; Manuel Granja, pró-secretário; Práxedes Alonso, tesoureiro; Diego Mainz, pró-tesoureiro; Ángel Valentín Pérez, secretário de atas; e os conselheiros Miguel Moreno, Julio Speranza, Emilio Somovilla, Manuel Bermúdez e Constantino Entizne.
Em 20 de junho de 1979, foi disputada uma partida amistosa entre o Costa Brava e o Argentinos Juniors, em General Pico, com a presença de Diego Maradona, no estádio do clube, na época chamado de "Diego Maínz".

### Acesso ao Torneo Federal A
Em 9 de fevereiro de 2025, após vencer a final do Torneo Regional Federal Amateur de 2024–25 contra a CAI (CR), o clube conquistou, pela primeira vez em sua história, o acesso ao Torneo Federal A, a terceira divisão do Campeonato Argentino para clubes do interior do país.

## Rivalidades
Seu principal rival é o Ferro Carril Oeste, também de General Pico.

## Instalações

### Estádio
O estádio do clube está localizado no complexo esportivo do clube na zona sul de General Pico, chamado Nuevo Pacaembú, sendo um dos estádios mais importantes da província de La Pampa.

## Títulos

### Regionais — Liga Pampeana de Fútbol
- Primera División A (15): 1940,[6] 1942,[6] 1971,[6] 1972,[6] 1978,[6] 1979,[6] 1986,[6] 1990,[6] 1991,[6] 1994,[6] 2004,[6] 2021,[6][10] 2022,[6][10] 2023,[6][10] 2024.[6][10]
- Torneo Provincial (3):1991,[6] 1999,[6] 2000.[6]